# Cetățeaua, Vâlcea
Cetățeaua este un sat în comuna Mitrofani din județul Vâlcea, Oltenia, România.

## Vezi și
- Biserica de lemn din Cetățeaua, Vâlcea

 Acest articol despre o localitate din județul Vâlcea este deocamdată un ciot. Puteți ajuta Wikipedia prin completarea lui.